# Canton d'Aurillac-Nord
Le canton d'Aurillac-Nord est un ancien canton français situé dans le département du Cantal et la région Auvergne-Rhône-Alpes.

## Histoire
Les cantons d'Aurillac-Nord et d'Aurillac-Sud sont remplacés le 23 juillet 1973 par les cantons d'Aurillac-I, Aurillac-II, Aurillac-III et Aurillac-IV.

## Représentation

### Conseillers généraux de 1833 à 1973
| Période                                  | Période                  | Identité                                                                 | Étiquette                 | Qualité |
| ---------------------------------------- | ------------------------ | ------------------------------------------------------------------------ | ------------------------- | --- |
| Les données manquantes sont à compléter. |                          |                                                                          |                           | |
| 1833                                     | 1845                     | Antoine Joseph Guitard                                                   | Gouvernemental            | Avocat, ancien député (1791-1792, 1815, 1819-1823), ancien préfet                                                                                  |
| 1845                                     | 1848                     | François-Amédée Delzons                                                  | Républicain               | Avocat |
| 1848                                     | 1871                     | Félix Marie Esquirou de Parieu                                           | Droite                    | Avocat - Sénateur (1876-1885) Ancien député du Puy-de-Dôme (1848, 1849) Vice-Président du Conseil d'État                                           |
| 1871                                     | 1877                     | Félix Marie Esquirou de Parieu                                           | Droite                    | Avocat - Sénateur (1876-1885) Ancien député du Puy-de-Dôme (1848, 1849) Ministre présidant le Conseil d'État du 2 janvier 1870 au 4 septembre 1871 |
| 1877                                     | 1880 (décès)             | Raymond Bastid                                                           | Républicain Conservateur  | Avocat Président du Conseil Général (1877-1880) Député (1869-1870 et 1871-1880)                                                                    |
| 1880                                     | 1892 (élu à Laroquebrou) | Adrien Bastid (fils du précédent)                                        | Centre gauche puis Gauche | Professeur de droit Député (1880-1903) |
| 1892                                     | 1899 (décès)             | Pierre Paul Devès                                                        | Républicain               | Ancien député de l'Hérault (1876-1885), ancien Ministre de la Justice                                                                              |
| 1900                                     | 1918 (décès)             | Antoine-Emile Abel-Bonnet                                                | Rad.                      | Négociant en bestiaux, boucher à Versailles (Seine-et-Oise), adjoint au maire d'Aurillac, conseiller d'arrondissement du canton d'Aurillac-Sud     |
| 1919                                     | 1925 (décès)             | Jean Léon Réniac                                                         | Rad.                      | Docteur en médecine à Aurillac Premier adjoint au Maire d'Aurillac Ancien Maire d'Ayrens (1904-1910)                                               |
| 21 février 1926                          | 28 février 1926 (décès)  | Pierre Charles Jean Labro                                                | Rad.                      | Médecin à Aurillac, conseiller d'arrondissement |
| 1926                                     | 1931                     | Jean Auguste Chanal                                                      | Rad.                      | Médecin à Aurillac |
| 1931                                     | 1940                     | Emile Vidal                                                              | Rad. Catholique           | Avoué à Aurillac |
|                                          |                          |                                                                          |                           | |
| 1942                                     | 1945                     | Paul Piales                                                              |                           | Industriel, adjoint au maire d'Aurillac Membre de la Commission administrative du Cantal (1940-1942) Nommé conseiller départemental en 1942        |
|                                          |                          |                                                                          |                           | |
| 1945                                     | 1951                     | Pierre Terrisse (1910-1961)                                              | SFIO                      | Architecte Premier adjoint au Maire d'Aurillac |
| 1951                                     | 1958                     | François Laparra (1908-1996)                                             | MRP                       | Assureur Conseiller municipal d'Aurillac |
| 1958                                     | 1973                     | Jean Lagarde (À partir de 1973, il est élu dans le canton d'Aurillac-IV) | Rad.                      | Médecin |

### Conseillers d'arrondissement (de 1833 à 1940)
| Période                                  | Période      | Identité                                                                   | Étiquette   | Qualité |
| ---------------------------------------- | ------------ | -------------------------------------------------------------------------- | ----------- | --- |
| 1833                                     | 1836 (décès) | Pierre François de Leygonie de Pruns, dit le Comte de Rangouse (1776-1836) |             | Officier en disponibilité, propriétaire à Aurillac                                                          |
| 1836                                     | 1848         | Louis-Furcy Grognier                                                       |             | Avocat, maire d'Aurillac (1840-1848)                                                                        |
| 1848                                     | 1852         | Louis Séguiniol                                                            |             | Médecin, adjoint au maire d'Aurillac                                                                        |
| 1852                                     | 1864         | Louis-Furcy Grognier                                                       |             | Ancien maire d'Aurillac                                                                                     |
| 1864                                     | 1867         | Antoine Henri Durif (1807-1881)                                            |             | Avocat, juge de paix à Aurillac                                                                             |
| 1867                                     | 1874 (décès) | Jean-Baptiste Émile Geneste (1812-1874)                                    |             | Adjoint puis maire (1871-1874) d'Aurillac                                                                   |
| 1874                                     | 1886         | Jean-Baptiste Mirande (1835-1917)                                          | Républicain | Avocat à Paris, propriétaire à Saint-Simon                                                                  |
| 1886                                     | 1898         | Dominique Mirande                                                          | Républicain | Conseiller à la Cour d'Appel de Paris                                                                       |
| 1898                                     | 1904         | Louis Hippolyte Delbos                                                     | Radical     | Notaire, maire de Saint-Cirgues-de-Jordanne                                                                 |
| 1904                                     | 1910         | François Volpilhac                                                         | Radical     | Professeur de philosophie au lycée d'Aurillac, maire de 1911 à 1919                                         |
| 1910                                     | 1912 (décès) | Joseph Pierre Miquel (1876-1912)                                           |             | Docteur en médecine à Aurillac                                                                              |
| 1912                                     | 1919         | M. Berthou                                                                 |             | Vétérinaire, adjoint au maire d'Aurillac                                                                    |
| 1919                                     | 1926         | Pierre Charles Jean Labro                                                  | Radical     | Médecin à Aurillac                                                                                          |
| 1926                                     | 1934         | Jules Guillaume Prax (1864-1940)                                           | Radical     | Cultivateur, poète occitan, maire de Velzic (1919-1932)                                                     |
| 1934                                     | 1940         | Louis Abel (1896-1954)                                                     | Radical     | Industriel à Aurillac                                                                                       |
| 1940                                     |              |                                                                            |             | Les conseils d'arrondissement ont été suspendus par la loi du 12 octobre 1940 et n'ont jamais été réactivés |
| Les données manquantes sont à compléter. |              |                                                                            |             | |

## Composition
Il comprend la fraction d'Aurillac située au nord d'une ligne partant du Palais de Justice, passant par la rue des Droits de l'Homme, la place, les rues des Patissiers, Forgerons, du Salut, du Rieux et la place Malhard et les communes suivantes :
1. Giou-de-Mamou
2. Lascelle
3. Laroquevieille
4. Mandailles-Saint-Julien
5. Marmanhac
6. Saint-Cirgues-de-Jordanne
7. Saint-Simon
8. Velzic, à partir de 1874
9. Yolet